# Osprynchotus pulcherrimus
Osprynchotus pulcherrimus är en stekelart som först beskrevs av Kirby 1900.  Osprynchotus pulcherrimus ingår i släktet Osprynchotus och familjen brokparasitsteklar. Inga underarter finns listade i Catalogue of Life.